# Wietrzno (przystanek kolejowy)
Wietrzno – zlikwidowany przystanek kolei wąskotorowej (Sławieńska Kolej Powiatowa) w Wietrznie, w powiecie koszaliński, w województwie zachodniopomorskim, w Polsce. Przystanek został zlikwidowany w kwietniu 1945 roku.